# 瀬川裕司
瀬川 裕司（せがわ ゆうじ、1957年6月 - ）は、日本のドイツ文学者、映画研究・批評家、明治大学教授。
広島県出身。広島大学附属中学校・高等学校卒業、1982年東京大学文学部卒業、1985年東京大学大学院人文科学研究科修士課程修了、1987-1988年ベルリン自由大学留学、1989年東京大学大学院人文科学研究科博士課程中退。同年横浜国立大学教育学部専任講師、1992年助教授、1997年明治大学理工学部助教授、1999年教授、2008年国際日本学部教授。2003-2005年ベルリン自由大学演劇研究所客員研究員。

## 人物
中学1年生のころから熱烈な映画ファンとなり、東京大学教養学部在学時には、蓮實重彦ゼミ（映画批評）に参加して強い影響を受ける。文学部独語独文学科に進み、大学院修士課程および博士課程ではギュンター・グラス、ペーター・ハントケといったドイツ現代作家について論文を執筆した。1987年から奨学生としてベルリン自由大学に留学し、オフ・キーノ（日本でいう名画座）文化が最後の花を咲かせていた、ドイツ再統一寸前の西ベルリン市（ベルリン）で精力的に映画を視聴し、一年半の滞在期間のうちに千本以上のドイツ映画に接した。
1989年ころから映画批評家として活動をはじめ、『海燕』『流行通信Homme』等に映画評を連載した。ヴィム・ヴェンダース、ゼーンケ・ヴォルトマン、オスカー・レーラー、ハンス・ツィシュラーをはじめとする多くのドイツ人の映画人にインタヴューしているが、1999年にはレニ・リーフェンシュタールと長時間の対話をおこない、その成果に基づいて『美の魔力　レーニ・リーフェンシュタールの真実』（2001）を発表した。同書は2002年の芸術選奨・文部科学大臣賞を受けている。1991年から批評家としてベルリン国際映画祭に参加し、ドイツ映画の最新状況についての情報を発信し続けている。2005~2008年に東京で開催されたドイツ映画祭では、総合監修をつとめた。

## 受賞歴
- 2001年度文化庁芸術選奨新人賞『美の魔力 レーニ・リーフェンシュタールの真実』
- 2003年フィリップ・フランツ・フォン・ジーボルト賞（ドイツ政府）

## 著書
- 『ナチ娯楽映画の世界』（平凡社、2000）
- 『美の魔力 レーニ・リーフェンシュタールの真実』 （パンドラ　2001）
- 『映画都市ウィーンの光芒 オーストリア映画全史』（青土社、2003）
- 『ビリー・ワイルダーのロマンティック・コメディ 『お熱いのがお好き』『アパートの鍵貸します』『昼下りの情事』』（平凡社、2012）
- 『ビリー・ワイルダーの映画作法』（明治大学出版会〈リバティブックス〉、2012）
- 『『サウンド・オブ・ミュージック』の秘密』（平凡社新書、2015）
- 『『新しき土』の真実　戦前日本の映画輸出と狂乱の時代』（平凡社、2017）
- 『映画講義 ロマンティック・コメディ』（平凡社新書、2020）
- 『物語としてのドイツ映画史』（明治大学出版会〈リバティブックス〉、2021）
- 『『カサブランカ』 偶然が生んだ名画』（平凡社、2024）

### 共編
- 『ドイツ・ニューシネマを読む』（奥山賢、松山文子共編、フィルムアート社、1992）

### 翻訳
- レナーテ・ザイデル編『ロミー・シュナイダー 恋ひとすじに』（平凡社、1991）
- ヴィム・ヴェンダース『映像（イメージ）の論理』（三宅晶子共訳、河出書房新社、1992）
- ラインホルト・ラオ『ヴィム・ヴェンダース』（新野守広共訳、平凡社、1992）
- ヴィム・ヴェンダース『夢の視線』（河出書房新社、1994）
- ミヒャエル・ハーニッシュ『ドイツ映画の誕生』（飯田道子、平井正共訳、高科書店、1995）
- ヘルムート・カラゼク『ビリー・ワイルダー自作自伝』（文藝春秋、1996）
- ハンス・ツィシュラー『カフカ、映画に行く』（みすず書房、1998）
- ライナー・ローター『レーニ・リーフェンシュタール－美の誘惑者』（青土社、2002）
- フレート・ブライナースドルファー『白バラの祈り　ゾフィー・ショル、最期の日々』（渡辺徳美共訳、未來社、2006）
- ダニエル・ケールマン『世界の測量　ガウスとフンボルトの物語』（三修社、2008）
- ダニエル・ケールマン『僕とカミンスキー 盲目の老画家との奇妙な旅』（三修社、2009）
- フェーリクス・メラー『映画大臣　ゲッベルスとナチ時代のドイツ映画』（水野光二、渡辺徳美、山下眞緒共訳、白水社、2009）
- ダニエル・ケールマン『名声』（三修社、2010）
- ペーター＝アンドレ・アルト『カフカと映画』（白水社、2013）